# کالبدشناسی سطح

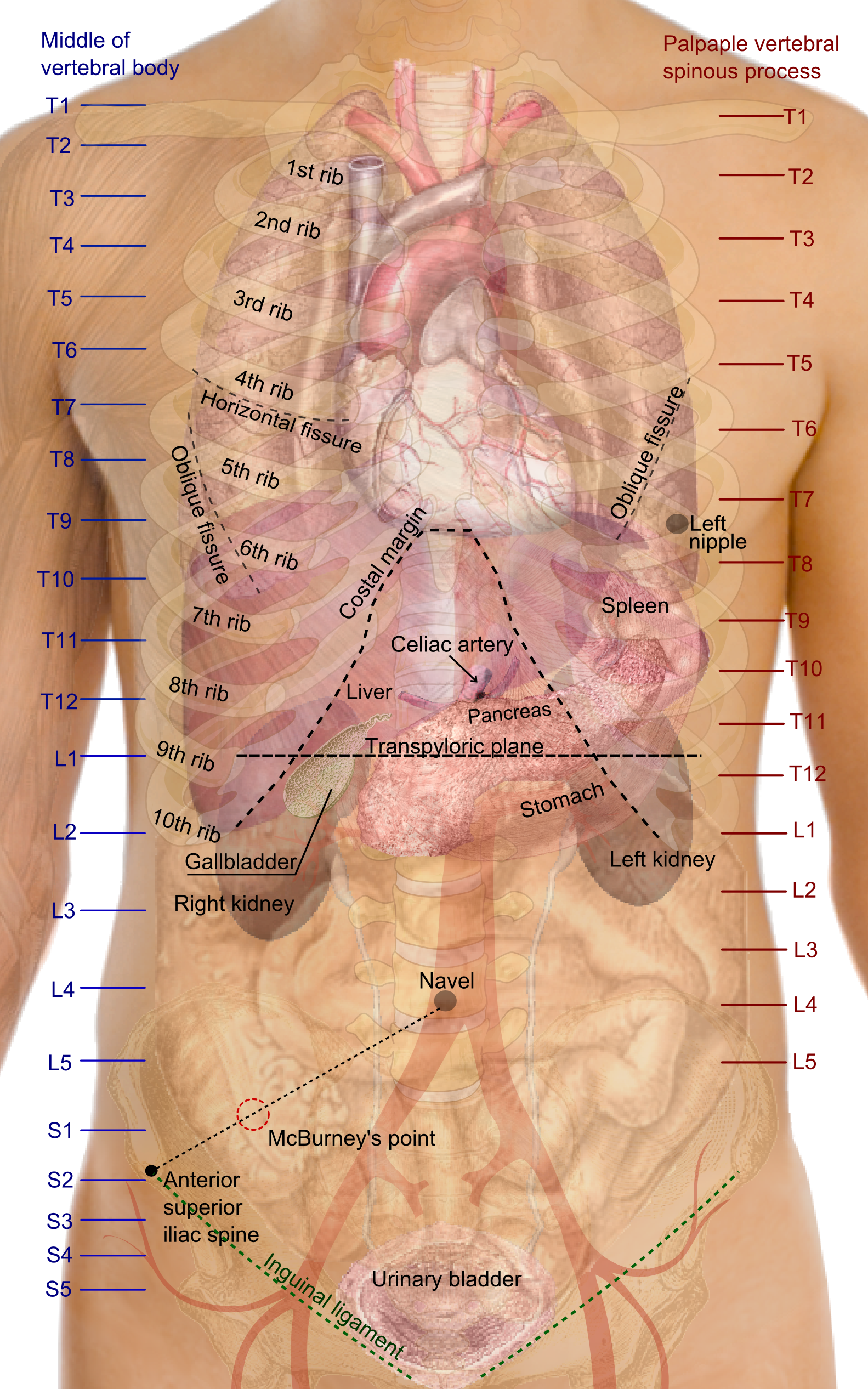
نمایش سطحی اندام‌های عمده تنه، نقاط مرجع با استفاده از ستون فقرات و قفسه سینه در آناتومی سطح نمایش داده شده‌است.

کالبدشناسی سطح شاخه‌ای از دانش کالبدشناسی‌است که به مطالعه سطح قابل مشاهده بدن و آنچه که با چشم معمولی از ظاهر انسان می‌توان دید می‌پردازد.

## کالبدشناسی سطح در پزشکی
آگاهی از آناتومی سطح بویژه قفسه سینه (توراکس) بسیار مهم است، زیرا یکی از رایج‌ترین منطقه در معاینه بالینی است و مداخلات پزشکی و پرستاری مانند سمع و دَق در این محدوده انجام می‌شود. مورد مهم دیگر مرتبط با آناتومی سطح٬ سینه در زنان نیز بر دیواره قفسه سینه قدامی بین دنده دوم و ششم قرار دارد که در آزمون غربال‌گری مورد معاینه قرار می‌گیرد.